# Flagstaff-Gletscher
Der Flagstaff-Gletscher ist ein sehr kleiner Gletscher an der Südküste von King George Island im Archipel der Südlichen Shetlandinseln. Er fließt unmittelbar nördlich des Flagstaff Hill auf der Keller-Halbinsel in östlicher Richtung.
Die Benennung erfolgte wahrscheinlich durch britische Glaziologen, die hier 1958 tätig waren, und ist an die Benennung des Flagstaff Hill angelehnt. Dessen Namensgeber sind zwei Fahnenmasten am Gipfel des Hügels.